# Concord Township (comté de Pemiscot, Missouri)
Pour les articles homonymes, voir Concord Township.
Concord Township est un ancien township, situé dans le comté de Pemiscot, dans le Missouri, aux États-Unis,.
Le township est baptisé en référence à la communauté de Concord (en).

### Source de la traduction
- (en) Cet article est partiellement ou en totalité issu de l’article de Wikipédia en anglais intitulé « Concord Township, Pemiscot County, Missouri » (voir la liste des auteurs).